# Фабян Джизга
Фа̀бян Джѝзга (на полски: Fabian Drzyzga) е полски волейболист, национален състезател от 2010 г. Играе на поста разпределител. Настоящият му клубен отбор е Фенербахче СК.